# Hombre con hacha
Hombre con hacha (en francés L'homme à la hache) es un cuadro del pintor Paul Gauguin hecho en 1891, una de las primeras obras en su primera estancia en Tahití. Se conoce por la referencia núm. 430 del catálogo de Wildenstein.
Gauguin acababa de llegar a Tahití y había conseguido una subvención del Ministerio de Educación Pública y Bellas Artes francés a cambio de una serie de escenas de la vida en la Polinesia. Abandonó la capital Papeete para instalarse en una cabaña en el distrito de Mataeia. Gauguin describe en Noa Noa la escena que ve desde su cabaña:

«Es por la mañana. Cerca del mar veo una piragua, y dentro de la piragua una mujer, en la playa un hombre casi desnudo, al lado del hombre hay un cocotero enfermo [...] El hombre levanta con las dos manos, en un gesto armonioso y ágil, un hacha pesada que deja arriba una huella azul en el cielo plateado, y bajo su incisión en el árbol muerto donde revivirán en un instante de llamas los calores seculares día a día atesorados.
»En el suelo púrpura, unas largas hojas serpentinas de un amarillo metálico me parecían los caracteres escritos de alguna lengua oriental lejana [...]
»En la piragua la mujer ordenaba unas redes. La línea azul del mar estaba frecuentemente rota por el verde de la cresta de las olas que caían sobre los arrecifes de coral.

Gauguin combina la observación directa con la licencia artística y el simbolismo. La composición es relativamente tradicional, pero alejada de los estilos académicos. Las formas arabescas y las figuras tienen reminiscencias del escultura griega y del oriental mientras que la escena es tahitiana. El colorido empleado es tradicional de su primera estancia en Tahití. Destaca por los colores vivos y planos, influenciados por las estampas japonesas.

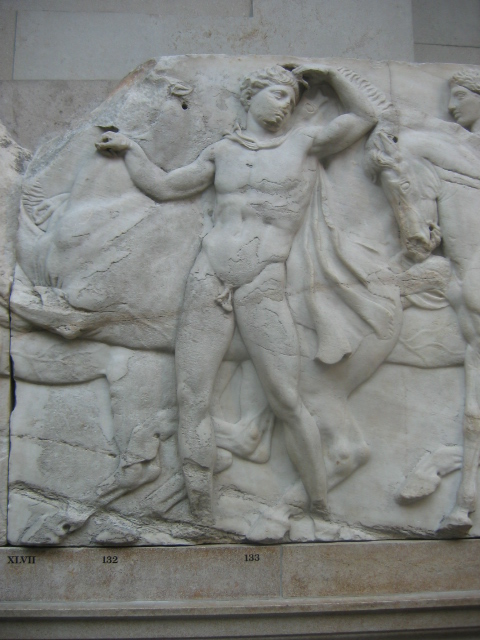
Uno de los relieves del friso occidental del Partenón.

Gauguin, alejado en la Polinesia de los museos, de las galerías de arte y los pintores, se llevó una colección de postales y pequeñas reproducciones de obras de arte de diferentes artistas y culturas. La figura del hombre con el hacha está basada en un relieve del friso occidental del Partenón del escultor Fidias. Tenía una fotografía de un molde del original hecho por Choisel-Gouffier. La imagen era invertida y consecuentemente la figura pintada es el reverso del original griego.
La monumental figura masculina es una excepción en los cuadros de Gauguin que se dedicó especialmente a las figuras femeninas. El parecido afeminado del joven ha provocado especulaciones sobre la bisexualidad de Gauguin.
El motivo lo reprodujo en un dibujo con tinta, pero en él desaparece la mujer de detrás. La figura del hombre con el hacha vuelve a aparecer en el centro del cuadro Matamoe (1982), y las «hojas serpentinas» del suelo las volvió a pintar en I raro te Oviri (1891).

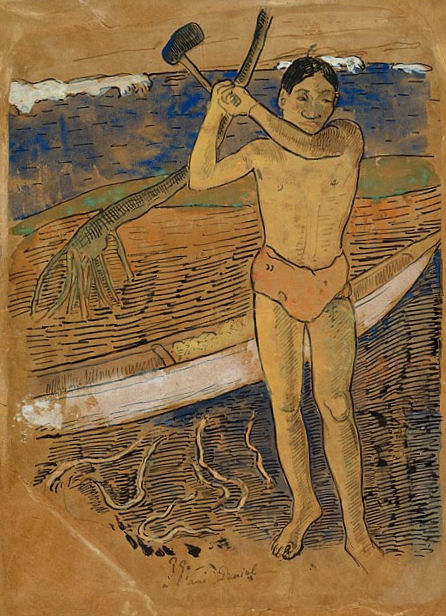
El hombre de la hacha, 1893-1895, dibujo.
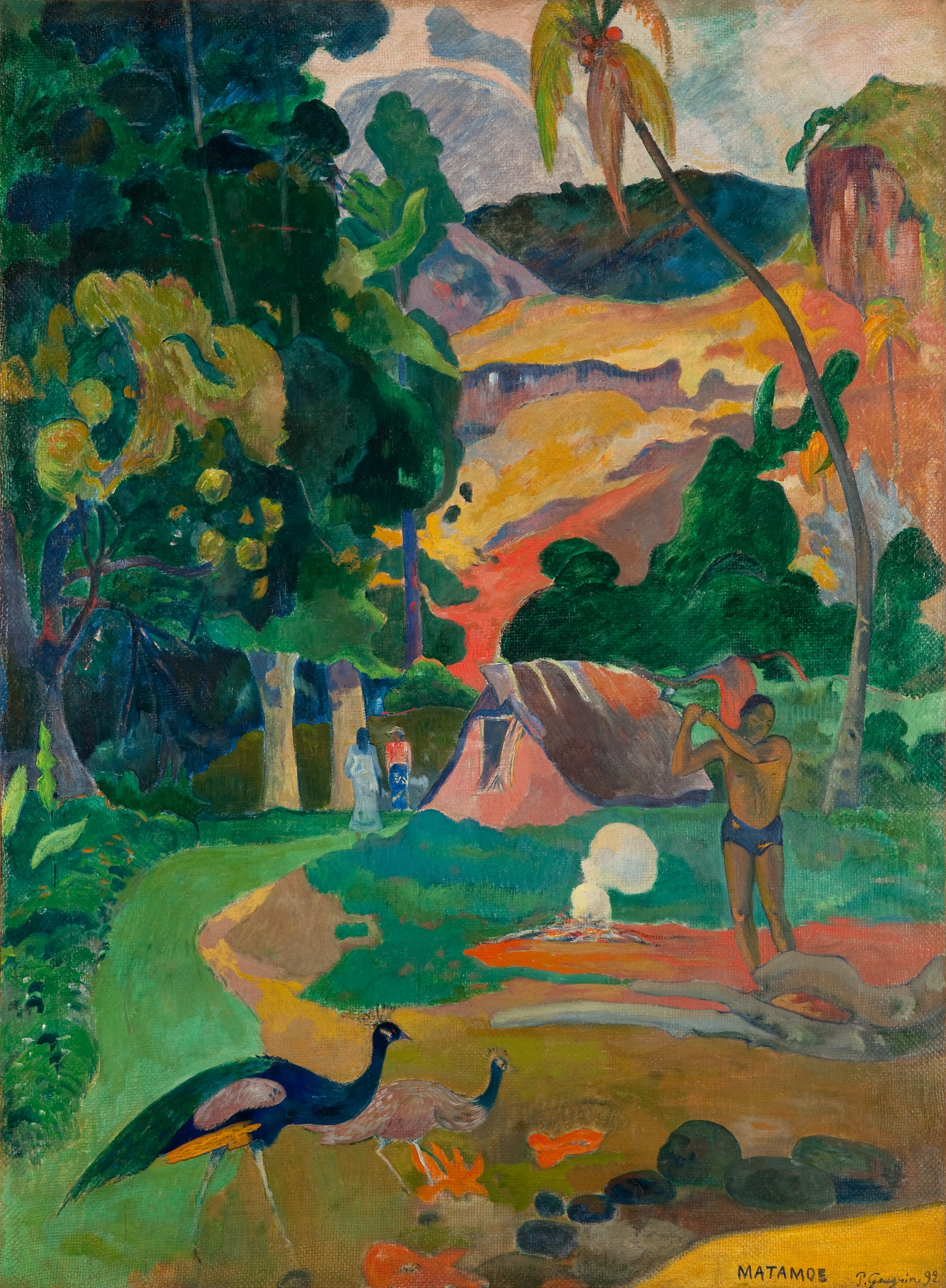
Matamoe, 1892.
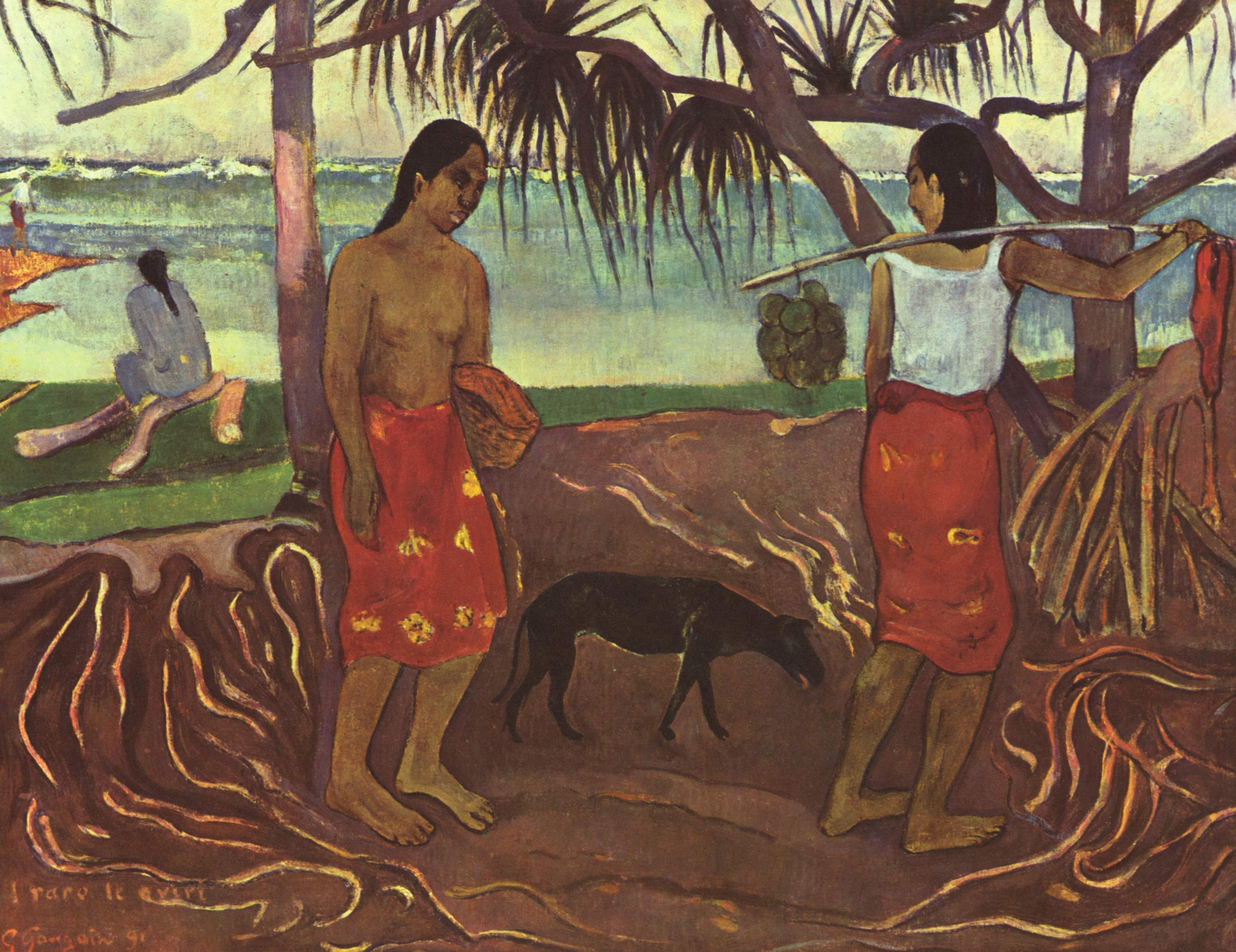
I raro te oviri, 1891.

El poeta Alfred Jarry vio la obra en la exposición de París de 1893. En junio de 1894 estaba en Pont-Aven y dejó un poema titulado L'home à la hache en el libro de visitas de la pensión Gloanec donde se hospedaba Gauguin.
El cuadro fue comprado por el influyente comerciante de arte Ambroise Vollard, en 1895. No fue puesto de nuevo en venta hasta el 2006 creando una gran expectación ya que es de los pocos cuadros de Gauguin en propiedad privada. El 8 de noviembre de 2006 se vendió en subasta en Christie's (Nueva York) por 40,3 millones de dólares, convirtiéndose en la obra mejor pagada del artista hasta el momento.